# Ribautia ducalis
Ribautia ducalis är en mångfotingart som beskrevs av Pereira, Minelli A. och Paolo Barbieri 1995. Ribautia ducalis ingår i släktet Ribautia och familjen storjordkrypare. Inga underarter finns listade i Catalogue of Life.